# Hotel Rzymski w Poznaniu
Hotel Rzymski – trzygwiazdkowy hotel w centrum Poznania znajdujący się przy Al. Karola Marcinkowskiego 22, położony w sąsiedztwie Hotelu Bazar. Poprzednio w budynku w latach 1840–1910 działał Hotel de Rome, a po II wojnie światowej – Hotel Poznański.
Współcześnie mieści się w nim m.in. 87 pokoi dla 127 gości z możliwością dostawienia miejsc dla dalszych 20 osób, dwie restauracje, sala konferencyjna, cocktail-bar i kantor wymiany walut.

## Historia
Hotel został zbudowany w latach 1837–1840 pod kierunkiem niemieckiego przemysłowca Augusta Krausego i zaczął funkcjonować jako Hotel de Rome. Jest najstarszym hotelem w Poznaniu. Początkowo hotel wyposażono w ponad 50 apartamentów i trzy duże sale. Składał się z dwóch piętrowych skrzydeł, z czteropiętrową wieżą na narożniku. Hotel razem z wieżą przykryto spłaszczonym dachem, co przy oszczędnej dekoracji dało efekt surowy, klasycystyczny. Wejście główne znajdowało się w wieży.
Około 1866 Hotel de Rome rozrósł się. Skrzydła i wieżę podwyższono o następną kondygnację. Od strony placu Wilhelmowskiego (dzisiejszy pl. Wolności), wykuto arkadowe okna. Parter zajęły lokale handlowe. Salę restauracyjną powiększono i nakryto stropem podpartym na żeliwnych kolumienkach. Nad przebudową czuwał przypuszczalnie architekt monopolista poznańskiej architektury hotelowej Gustav Schultz.
Następnej przebudowy dokonano w latach 1897–1898, podwyższając budynek do czterech pięter i zupełnie przeobrażając jego elewacje. Wieżę uzupełniono mniejszą, wieloboczną wieżyczką. Cały budynek znalazł się pod nowym, wysokim mansardowym dachem. Fasady straciły surowy charakter, pokryto je bogatą dekoracją tynku. Zwieńczony wydatnym gzymsem, z herbarzem nad wejściem w wieży podtrzymywanym przez dwie figury. Nowa klatka schodowa z kutą, ażurową balustradą wspierała się na marmurowych kolumnach. Stąd można było przejść do wyjścia lub w drugą stronę, do oszklonego ogrodu zimowego, urządzonego w miejscu dzisiejszego podwórza. Wśród donic ustawiono dla gości białe, wiklinowe stoliki i fotele.
Restauracja mieściła się w tym samym miejscu co współcześnie, ale miała większe rozmiary. Na każdym stole stała lampa, a obok stojak z pojemnikiem do chłodzenia win. W lokalu mieszczącym się prawdopodobnie w piwnicy lub w głębi posesji goście mogli napić się piwa. Jego sufit i ściany ponad boazerią zdobił malowany fryz roślinny. Nad głowami widniał znak firmowy hotelu: herb z orłem. Sala bankietowa na piętrze miała pałacowy charakter; olbrzymia, z ciemną kaligrafią sztukaterii na ścianach, z długimi żyrandolami, które odbijały się w wielkim lustrze u szczytu wnętrza. W takiej szacie hotel przetrwał do II wojny światowej.
Po I wojnie światowej w 1919 budynek przejęła Drukarnia i Księgarnia Świętego Wojciecha, która urządziła w nim swoją główną siedzibę. W budynku znajdowała się księgarnia tego wydawnictwa, kawiarnia Warszawianka, oraz redakcje czasopism „Tęcza”, „Kultura” i „Życie Gospodarcze”. Później do budynku wprowadził się także Związek Fabrykantów i Wyższy Urząd Ubezpieczeń Społecznych. Funkcjonował tu również pensjonat Pauliny Lipkowskiej.
W latach 40. XX wieku hotel przeszedł ponownie w niemieckie ręce. Nowi właściciele uruchomili w budynku Hotel Ostland. W czasie II wojny światowej hotel funkcjonował aż do momentu gdy został zbombardowany. Po wojnie, po odbudowie w prostej, anonimowej formie funkcjonował pod nazwą Hotel Poznański i był administrowany przez przedsiębiorstwo państwowe Hotele Miejskie.
W 1991 budynek przejęła spółka pracownicza Hotel Rzymski, która zmieniła wystrój i nazwę hotelu, nawiązując do jego dawnej tradycji. Od 1991 w budynku funkcjonuje Bistro Rzymianka, a na przełomie wieków, w noc sylwestrową roku 2000, otwarto restaurację de Rome. W wyniku reprywatyzacji przeprowadzonej w latach 90. właścicielem budynku została poznańska kuria arcybiskupia. Siedzibę uzyskała w nim ponownie Księgarnia Świętego Wojciecha. W 2002 gmach przeszedł remont fasady. W czasie pandemii w 2020 r. hotel został zamknięty. Planowana jest jego rozbudowa i powrót do nazwy Hotel de Rome.